# 二階堂進
二階堂 進（にかいどう すすむ、1909年〈明治42年〉10月16日 - 2000年〈平成12年〉2月3日）は、日本の政治家。
内閣官房長官（第36・37代）、北海道開発庁長官（第27・28代）、科学技術庁長官（第18・19代）、原子力委員会委員長（第18・19代）、労働政務次官（第1次岸改造内閣）、衆議院商工委員長、同建設委員長、衆議院議員（16期）、自由民主党副総裁（第11代）、自由民主党幹事長（第16・23・24代）、自由民主党総務会長（第24代）などを歴任。

## 来歴・人物

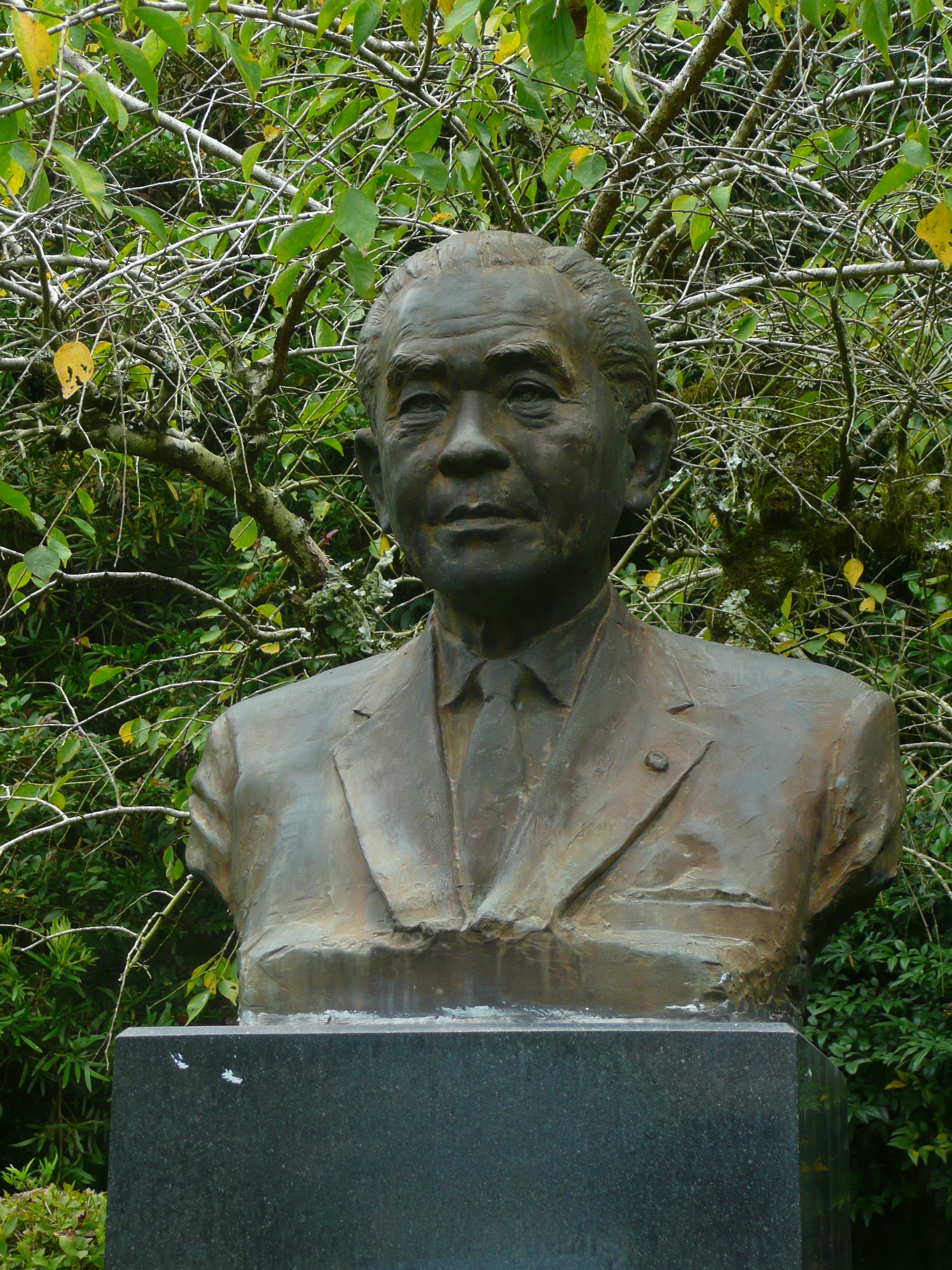
二階堂家住宅（鹿児島県肝付町）内に建立された胸像

鹿児島県肝属郡高山村（現・肝付町）生まれ、出身。鹿児島県高山村長を務めた二階堂篤志の四男二女の次男として生まれる。鎌倉時代以来の名家・二階堂氏の出身であり、生家（二階堂屋敷）は国の重要文化財（1975年6月指定）で最後の居住者であった。
旧制鹿児島県立志布志中学校（現在の志布志高校）を卒業するが、勉強が苦手で志望校をことごとく落ちる。1932年にアメリカ合衆国に渡り、南カリフォルニア大学政治経済科を卒業、南カリフォルニア大学大学院国際関係科に進むが、無理がたたって肺結核にかかる。一時は死を覚悟したが、肺の病患部を切除するという当時最新の手術が成功して回復。大学院を修了する。
日米関係が悪化する中で日本とアメリカの架け橋になろうとして全米各地を遊説して回るが、志半ばのうちに1941年8月に龍田丸で日本に帰国（龍田丸食中毒事件に遭遇した）。帰国後は、外務省に嘱託として勤務するが、役所勤めは性に合わず、1942年の第21回衆議院議員総選挙に翼賛政治体制協議会の推薦を受けずに立候補、日米平和などを唱えるが落選する。選挙後、海軍報道部員（海軍司政官）や山本実彦の秘書となる。
1945年12月、日本協同党結成に参画する。この協同党は以後、中間派の諸政党を糾合し、協同民主党、国民協同党となる。その過程で二階堂は、後年田中角栄をめぐり袂を分かつことになる三木武夫と知り合う。
1946年4月、第22回衆議院議員総選挙に鹿児島全県区（大選挙区制）から日本協同党公認で立候補し、初当選する。
1947年の総選挙では故郷の鹿児島3区から国民協同党公認で立候補するが、次点で落選。1949年の総選挙で当選。1952年、1953年と続けて落選。1955年の総選挙からは引退するまで連続して当選した。同選挙区では後に「ミスター税調」と呼ばれた山中貞則などと激しく争った。
自民党では同じ吉田学校出身の佐藤栄作の側近として活躍し1957年には橋本登美三郎・愛知揆一・保利茂・松野頼三らとともに周山会（佐藤派）を結成する。党内では労働政務次官、衆議院建設委員長、商工委員長などを歴任。その間田中角栄と商工委員長時代に面識を持ち、「趣味は田中角栄」と公言する程、惚れ込む。
1966年、第1次佐藤再改造内閣の科学技術庁長官兼北海道開発庁長官として初入閣。1967年の第2次佐藤内閣で再任。

### 田中派を結成
1972年、佐藤派内で田中擁立に向けて地歩を固め、田中派を結成する。念願の第1次田中内閣では内閣官房長官に就任、内閣の大番頭役として政権を支え、田中首相、大平正芳外相と共に訪中し、日中共同声明を発表する。第2次田中内閣で官房長官に留任。その後自民党幹事長に就任し、田中内閣を最後まで支えた。
1976年、ロッキード事件の渦中で「灰色高官」として二階堂の名も取りざたされたため、表舞台から遠ざかる。しかし自民党の田中支配が進む中で二階堂も復権を果たし、鈴木善幸内閣下の1980年に自民党総務会長、木曜クラブ（田中派）会長に、1981年の鈴木善幸改造内閣では再び党幹事長に就任した。1982年、中曽根内閣で幹事長に留任するが、1983年の田中判決解散に伴う第37回衆議院議員総選挙で自民党が大敗した責任を取る形で幹事長を辞任した。このとき出された中曽根総裁の「いわゆる田中氏の政治的影響を一切排除する」という声明は後に中曽根が当初はもっとソフトに声明を出そうとしていたが二階堂の方から言い出したので驚いたと語っている（なお、これが形だけの声明であることは中曽根も田中も二階堂も承知の上であり、この後も田中の政治的影響は全く排除されていない）。
灰色高官といわれた二階堂であったが、金集め自体は下手であり、後には無頓着になった。金銭面は、田中や竹下登が面倒をみていた。田中派から竹下が派閥を割った時に二階堂グループの人数が少なかったのはこれも影響している。
1984年、自民党副総裁に就任。中曽根再選をめぐり、これに反対する福田赳夫、シャム双生児といわれたほど仲の良かった鈴木善幸前首相ら党の最高顧問に加え、公明党、民社党も関与する「二階堂擁立構想」が持ち上がる。二階堂自身も、田中派内の総裁候補擁立の空気を背景に政権意欲を持つが田中の賛成を得られず断念した。このとき会談した田中に「幻の山崎首班」と冷やかされたうえになぜ相談しなかったのかといわれ頭に血が上って大激論になったと覚書「蘭は幽山にあり」にある。派閥全盛時代の当時では追い出されても仕方ない造反行為であったが不問に付されている。
二階堂擁立劇は結局田中の支持を受けることが出来ずに立ち消えになった。時を同じくして体調が優れない福永健司衆議院議長の退任問題が持ち上がると中曽根と金丸らから議長就任の話も出るが側近の小坂徳三郎、また田中の指示もあって拒否し（議長になれば総裁候補ではなくなり、また木曜クラブ会長も退任することになるため）、後任には坂田道太が就任した。竹下らの創政会結成から20日後に田中が脳梗塞で倒れ政治生命を絶たれると、田中派内で台頭した竹下・金丸信ら創政会グループと派の主導権をめぐり対立。1986年、総選挙で大勝し任期が1年延びた中曽根から再度議長を打診されるが固辞すると無役となった。
1987年7月4日、竹下登らは木曜クラブを離脱し経世会を設立。二階堂は江崎真澄、山下元利、小坂徳三郎、保岡興治、田中直紀らとともに残留した。田中派と称されてきた木曜クラブは、以降、二階堂グループと呼ばれる。田中派の正統な後継者であると自ら任じ、中曽根後継を決める同年10月31日の総裁選挙への出馬を表明したが、推薦人50名を得られず正式な立候補は断念した。
1989年6月8日、政府・自民党首脳会議での閣僚・党役員の派閥離脱方針に沿った措置として、二階堂 と、北海道・沖縄開発庁長官として入閣した井上吉夫は二階堂グループを離脱した。後任の会長には江崎真澄が就任した。
1990年の総選挙で田中が引退。二階堂グループも大幅に人数を減らしたため解散。同年春の叙勲で勲一等旭日大綬章受章。1991年には日本人で10人目の国連平和賞を受賞。同年8月22日にメダルと感謝状が授与された。
1996年の総選挙には出馬せず、政界を引退。
2000年2月3日、心不全のため東京都新宿区の病院で死去。90歳没。叙・従二位。勲一等旭日桐花大綬章へ昇叙した。

## エピソード
1970年代後半から、アントニオ猪木の新日本プロレスにコミッショナーとして擁立され、たびたびプロレス中継に立会人として登場した。当時は重鎮政治家がプロレスのコミッショナーを務める例は珍しくなかった。また、二階堂は井筒部屋の後援会長を務めた。
鹿屋体育大学を誘致したのは二階堂であるとされる。当時の文部大臣奥野誠亮が「あんな田舎に…」と難色を示したのに対し「そんなことを言っているから過疎や過密が問題になる。田舎だからこそ作るんだ」と一喝したといわれる。ちなみに、奥野は二階堂が翼賛選挙に立候補した際に、薄田美朝（当時鹿児島県知事、戦後に衆議院議員）、原文兵衛（当時鹿児島県特高課長、のち参議院議長）とともに鹿児島県総務部振興課長として翼賛選挙を推進する側にいた。そのため鹿児島県では推薦候補が全員当選し、非推薦の候補は二階堂のほか、井上知治（戦後に衆議院副議長）や冨吉栄二（戦後に逓信大臣）らは落選した。
その鹿屋体育大学設立にまつわる話を、後年文部大臣となった森喜朗が昭和天皇に奏上したところ、天皇が「うんうん、二階堂か。あれならやるなあ。」と漏らしたとされている。
アメリカ留学中に覚えて以来の葉巻党として有名だった。もともと吸い口を噛み破っていたが、ある時新人議員で祖父の吉田茂譲りの葉巻党の麻生太郎に窘められ、その場で麻生からシガーカッターを贈られた。

## 二階堂家
二階堂家の血筋をたどると800年昔にさかのぼり、京都の下級貴族・藤原氏が出自である。二階堂氏の祖・藤原行政は、鎌倉幕府の開設と同時に、おそらく建久年間の初め、1192年～1193年頃、将軍・源頼朝に招かれて、幕府に仕えることになった。その時に与えられた屋敷が、鎌倉の二階堂にあったところから、地名に因んで、二階堂姓を名乗った。
二階堂行政は政所執事を務め、以来、鎌倉幕府の要職を世襲する。幕府の諸職表に二階堂姓の重臣の名が数多く記される名家であった。行政から数えて6代目・二階堂泰行に至って、幕府の命より、所領地の薩摩国阿多・田布施（現・南さつま市金峰町田布施）に赴任する。1293年（正応6年）のことであった。
高山への移住は、1579年（天正7年）である。16歳で御小姓役を務めていた二階堂行盛は、藩主・島津義久の命によって、高山の修験寺・大林坊に土地12町を与えられた。高山・二階堂の開祖である。
行盛は山野を自在に駆け巡り、自らの生活を厳しく律して、ある時は食を絶ち、ある時は不眠の行をするという。行盛の超人的な修行を伝える二階堂家の話に、志布志湾に面した権現山から、志布志湾の沖にある枇榔島まで、ひらりと飛び渡ったという言い伝えが残っているほどである。

## 家族・親族

### 二階堂家

#### 実家
- 父・篤志（1874年生）
二階堂家第16代当主として生まれる[15]。1922年（または1923年）高山村長に就任[15][16]。士族出の豪農というだけでなく、肝属郡の書記から高山村議、村長となった地域のリーダーであり、また産業組合の理事も務めた企業家肌の人であった[17]。
- 母・イサ
高山村の旧家で、漢方医・守屋周一郎の末娘[13]。
- 長兄・元夫
鹿児島師範学校を卒業後、小学校の教職に就くも健康を害して家庭に入った[13][15]。
- 長弟・亘
病弱な文学少年であった[13]。
- 末弟・易
元海軍少佐（海兵64期）[18]。元空母加賀分隊長。1941年4月16日、零戦に搭乗中、フラッター事故に遭うも、自身の操縦によりからくも生還した[19]。

他に女兄弟に笑、礼の二人がいる。

#### 自家
二階堂家では、代々男子の名には必ず「行」の字を加えることになっているが、二階堂進の兄弟たちは行の字をもらっていない。それを意識して、二階堂は、自分の長男に行海。孫に行宣と名付け、律儀に「行」の字の世襲を復活した。決まりはきちんと守るという二階堂の性格が子どもの名付け方にも表れている。
- 妻・添[20]
鹿児島県出身。高山高等女学校卒。獣医・津田環の長女[21]。進とはいとこの関係になる[21]。2006年12月1日午前1時5分、急性腎不全のため死去。93歳没。
- 長男・行海
東京理科大学非常勤講師[22][23]。
- 長女・久子 [14]
- 孫・行宣
法政大学経営学部経営戦略学科教授[22][24]。
- 孫・友紀
朝日新聞記者[25]。同性婚[26] や人権教育[27] などを中心に取材している。